# 汉斯·迈尔
汉斯·迈尔（德語：Hans Maier，1909年6月13日—1943年3月6日），德国男子赛艇运动员。他曾代表德国参加1928年、1932年和1936年夏季奥林匹克运动会赛艇比赛，获得一枚金牌和一枚银牌。